# Deutsches Filzkraut
Das Deutsche Filzkraut (Filago germanica), auch Gewöhnlich-Filzkraut, ist eine Pflanzenart aus der Gattung der Filzkräuter (Filago) in der Familie der Korbblütler (Asteraceae).

## Beschreibung

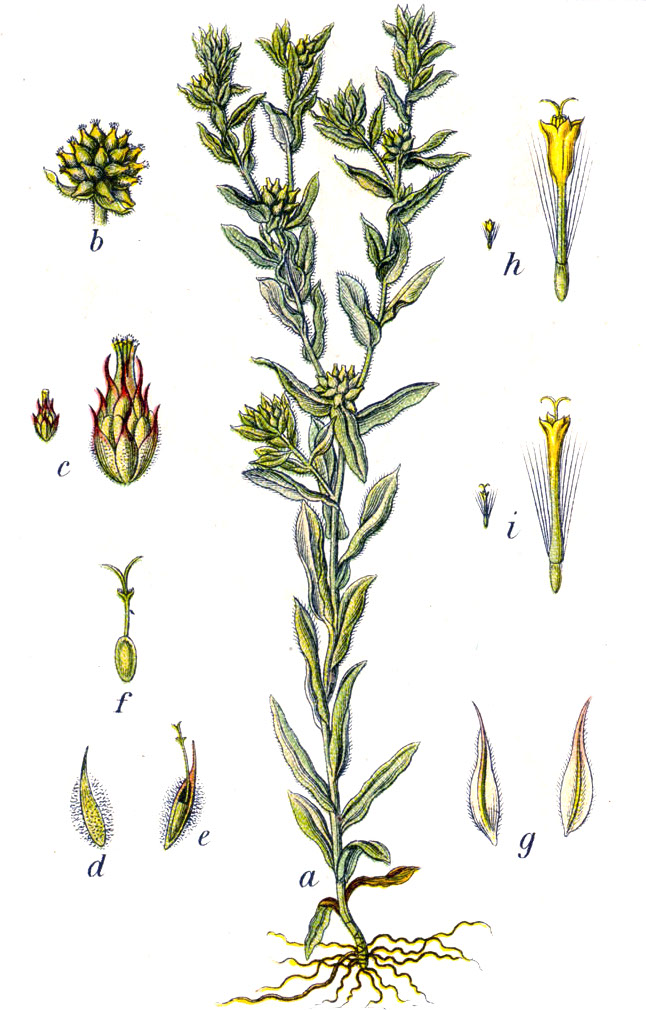
Illustration aus Sturm

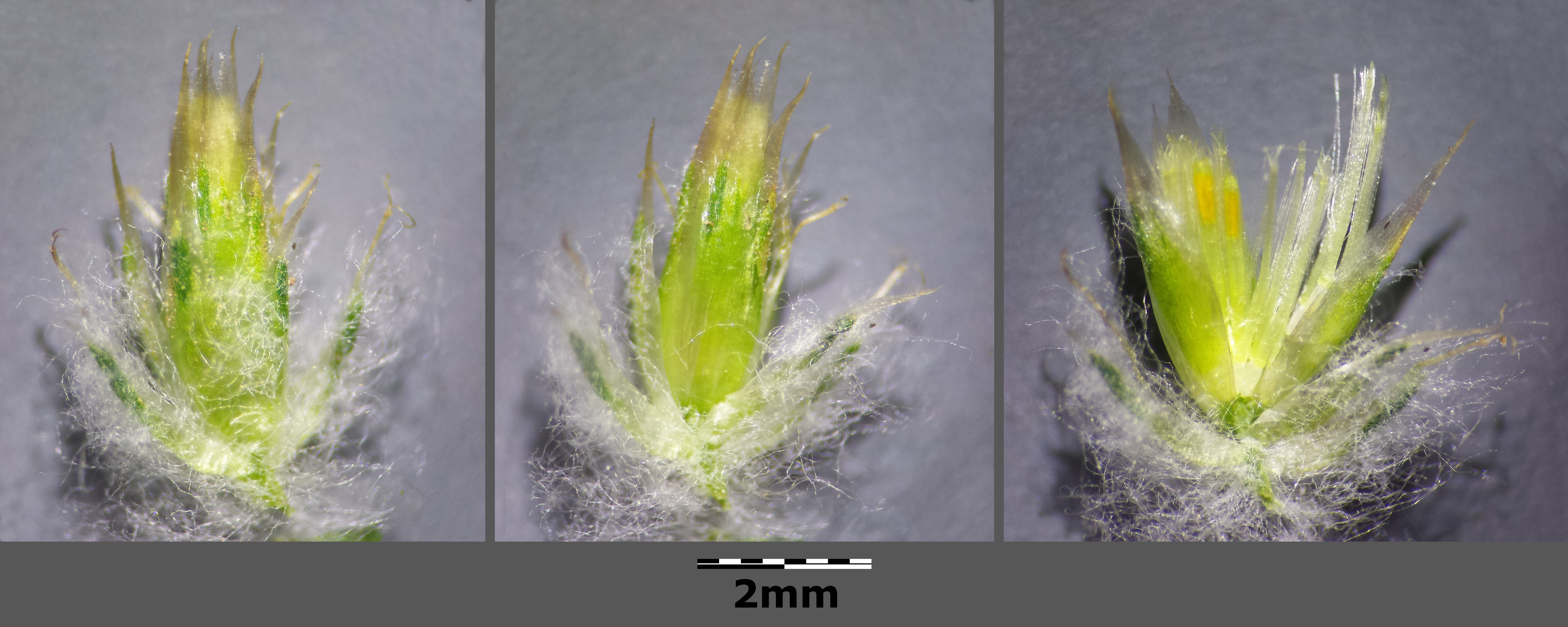
Blütenkorb

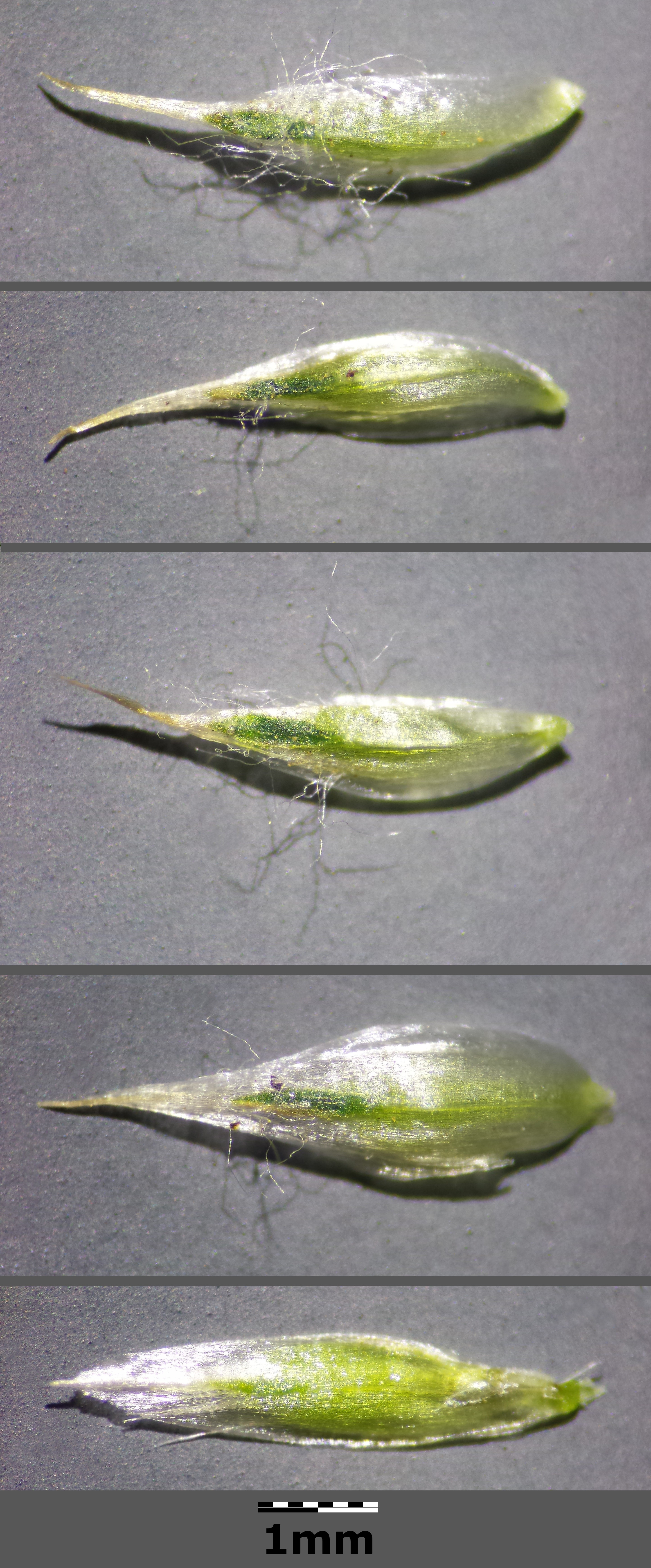
Grannig zugespitzte Korbhüllblätter: oben äußere, unten innere. Die mittleren Hüllblätter sind fast kahl und weisen eine gelblich weiße Grannenspitze auf.

### Vegetative Merkmale
Das Deutsche Filzkraut wächst als sommergrüne, einjährige krautige Pflanze und erreicht Wuchshöhen von 10 bis 40 Zentimetern. Die oberirdischen Pflanzenteile sind grau-weiß, wollig-filzig behaart. Die Laubblätter sind linealisch-lanzettlich mit einer Breite von 1 bis 3 Millimetern und an ihrem Rand häufig wellig.

### Generative Merkmale
Die Blütezeit reicht von Juli bis September. Es werden nicht von den Blättern überragte Knäuel mit 20 bis 40 körbchenförmigen Blütenständen gebildet. Die inneren Hüllblätter haben über der Mitte einen rosafarbenen Fleck in Halbmondform. Die mittleren Hüllblätter haben einen gewölbten Rücken und sind fast kahl.
Die Chromosomenzahl beträgt 2n = 28.

## Ökologie
Beim Deutschen Filzkraut handelt es sich um einen mesomorphen, skleromorphen Therophyten.
Es erfolgt Bestäubung durch Insekten und Selbstbestäubung.
Es erfolgt Klettausbreitung und Ausbreitung durch Wind sowie Ameisen.

## Vorkommen
Das Deutsche Filzkraut ist in Europa und Westasien verbreitet. Es ist ein meridionales, temperates und ozeanisches Florenelement. 
In Deutschland gilt das Deutsche Filzkraut als stark gefährdet und kommt selten in Baden-Württemberg, Hessen, Mecklenburg-Vorpommern, Niedersachsen, Nordrhein-Westfalen, Sachsen-Anhalt und Schleswig-Holstein vor.
In Österreich tritt das Gewöhnlich-Filzkraut sehr selten in den Bundesländern Wien, Niederösterreich, Burgenland, Steiermark und Tirol in der collinen Höhenstufe auf. Es gilt als vom Aussterben bedroht. In Oberösterreich und Kärnten ist es bereits ausgestorben.
Das Deutsche Filzkraut wächst im Sandtrockenrasen auf trockenen, sandig-kiesigen Ruderalstellen, extensiv genutzten Ackerflächen und Brachen. Es ist in Mitteleuropa eine Charakterart des Filagini-Vulpietum aus dem Verband Thero-Airion, kommt aber auch in Gesellschaften des Aperion- und des Caucalidion-Verbands vor. In Südeuropa ist es eine Art der Ordnung Thero-Brachypodietalia.

## Taxonomie
Die Erstveröffentlichung des Basionyms Gnaphalium germanicum erfolgte 1753 durch Carl von Linné. William Hudson stellte es 1762 in die Gattung Filago. Ein wichtiges Synonym des gültig veröffentlichten wissenschaftlichen Namens Filago germanica (L.) Huds. ist Filago vulgaris Lam. Es wurde 2011 vorgeschlagen, diesen Namen zu konservieren, was 2012 durch das Nomenklaturkomitee für Gefäßpflanzen abgelehnt wurde. Weitere Synonyme sind Filago canescens Jord., Filago numidica Pomel, Filago subspicata Boreau und Gifola germanica Dumort.

## Trivialnamen
Für das Deutsche Filzkraut bestehen bzw. bestanden auch die weiteren deutschsprachigen Trivialnamen: Engelblümchen (Schlesien), Engelblumen (Thüringen), Feldkatzen (Schlesien), Hinschkraut, Kätzlin (Schlesien), Ruhrkraut und Schimmelkraut (Schlesien).